# Fénix FC
El Fénix FC es un equipo de fútbol de Puerto Rico que juega en la Puerto Rico Soccer League, la liga de fútbol más importante del país.

## Historia
Fue fundado en la localidad de Vega Baja y pasó sus primeros años en la Segunda División como un equipo amateur hasta que para la temporada 2014 se convirtieron en un equipo profesional para poder jugar en la Puerto Rico Soccer League, quedando en undécimo lugar en su primera temporada.
Es un club que basa su fortaleza en el desarrollo de jugadores jóvenes desde el nivel infantil y compite en las categorías menores en Puerto Rico.

## Jugadores destacados
- Joshua Rodríguez
- Ezequiel Berríos
- Juan Álvarez